# Jaume Bartumeu Cassany
 (mai 2019).
Si vous disposez d'ouvrages ou d'articles de référence ou si vous connaissez des sites web de qualité traitant du thème abordé ici, merci de compléter l'article en donnant les références utiles à sa vérifiabilité et en les liant à la section « Notes et références ».
Jaume Bartumeu Cassany, né le 10 novembre 1954 à Andorre-la-Vieille, est un avocat et homme politique andorran, membre fondateur du Parti social-démocrate, dont il est Premier secrétaire de 2000 à 2004, et chef du gouvernement du 5 juin 2009 au 28 avril 2011. Depuis le 25 mai 2013, il est  membre fondateur du mouvement Socialdemocràcia i Progrès d'Andorra (Social-démocratie et Progrès d'Andorre).

## Biographie
En mai 2008, il est désigné par le Parti social-démocrate candidat au poste de chef du gouvernement pour les élections générales.
Aux élections générales du 26 avril 2009, son parti devance largement les libéraux au pouvoir depuis 1990, puisqu'il obtient 45,03 % et 14 sièges contre 32,34 % aux libéraux avec 11 sièges. Le 5 juin suivant, il devient le 6e chef du gouvernement.
Le 15 février 2011, devant l'impossibilité d'adopter le nouveau budget, Jaume Bartumeu dissout le Conseil général et convoque de nouvelles élections générales pour le 3 avril. Élu conseiller général et ne pouvant cumuler ses deux charges, il est remplacé le 28 avril par Pere López Agràs, ministre des Finances. Antoni Martí Petit, tête de liste de Démocrates pour Andorre, devient le nouveau chef du gouvernement le 12 juin 2011 après la victoire de sa coalition aux élections générales.
Le 19 avril 2013, il quitte le Parti Social-démocrate. Par la suite, le 25 mai 2013, il participe à l'assemblée constituante du mouvement Socialdemocràcia i Progrès d'Andorra (Social-démocratie et Progrès d'Andorre). Il fait partie des membres de son Conseil National. 

## Décoration
- Commandeur de la Légion d'honneur (2025)[3]

## Détail des mandats et des fonctions

### Mandats
- 1990-1992 : Ministre des Finances, du Commerce et de l'Industrie
- 1992-1993 : Conseiller général constituant pour la circonscription d'Andorre-la-Vieille, membre de la commission législative chargée du processus constituant et de la commission permanente
- 1993-2015 : Conseiller général
- 2003-2008 : Membre de la délégation andorrane au Conseil de l'Europe
- 2009-2011 : Chef du gouvernement d'Andorre

### Fonctions parlementaires
- 1993-2001 : Président du groupe parlementaire Nova Democracia. Membre de l'Assemblée parlementaire du Conseil de l'Europe de 1995 à 2001.
- 2001-2009 : Président du groupe parlementaire du Parti social-démocrate.
- 2004 : Vice-président de la sous-commission des Droits de l’homme du Conseil Général.
- 2005 : Président de la sous-commission sur les problèmes criminels et la lutte contre le terrorisme.
- 2007-2008 : Membre du bureau du groupe socialiste de l’Assemblée parlementaire du Conseil de l’Europe.
- 2011-2013 : Président du groupe parlementaire social-démocrate jusqu'au 19 avril 2013.
- 2013-2015 : Président du groupe parlementaire mixte.

### Autres fonctions
- 1983 : Fondateur de la Commission de la Culture et des Droits de l’homme du barreau d’Andorre
- 1986-1989 : Membre du Conseil de l’Ordre du barreau d’Andorre
- 1987-1990 : Membre du comité exécutif de l’Association internationale des jeunes avocats (AIJA) à Bruxelles.

## Gouvernement Bartumeu (2009-2011)
- Chef du gouvernement : Jaume Bartumeu Cassany
- Ministre de l'Économie et des Finances : Pere López Agràs
- Ministre des Affaires étrangères et des Relations institutionnelles : Xavier Espot
- Ministre de l'Aménagement du territoire, de l'Environnement et de l'Agriculture : Vicenç Alay Ferrer
- Ministre de l'Éducation, de la Culture et de la Jeunesse : Susanna Vela
- Ministre de la Santé, du Bien-être et du Travail : Cristina Rodríguez
- Ministre de l'Intérieur et de la Justice : Víctor Naudi Zamora